# Émilie Andéol
Émilie Andéol, född den 30 oktober 1987 i Bordeaux, är en fransk judoutövare.
Hon tog OS-guld i de olympiska judo-turneringarna vid olympiska sommarspelen 2016 i Rio de Janeiro i damernas tungvikt..